# 性愛恐懼症
性愛恐懼症（英語：Erotophobia），也稱恐性症，是一个在1970年代末、1980年代初期由研究人員所定義的術語，描述性行為相關的態度與信仰連續尺度上的一個極端，另一端是性愛傾向（Erotophilia，對於性持正向态度）。其英文名稱的辭源來自於希臘神話中的愛與情慾之神厄洛斯，以及希臘文中的恐懼（φόβος）。

## 形式
性愛恐懼症有許多種形式，個人或文化裡的恐性態度可能不同。這些類型可能包括對裸體的恐懼、對性影像（色情圖像或影片）的恐懼、對同性戀的恐懼、對性教育的恐懼以及對性讨论的恐懼。

## 臨床上的性愛恐懼症
在临床上，性愛恐懼症是一種恐懼症，指對性愛相關目的、人與行動非理性、且使人虛弱的恐惧。這種恐懼會傷害一個人的性關係、慾望或能力，甚至使人完全無法進行性行為。在一些個案中，性愛恐懼症可能是某些心理问题的一部分，像是社交恐惧症、回避型人格障碍、身体畸形恐懼症、創傷後壓力症候群或一般的社交焦慮问题。性愛恐懼症也可以單獨存在，這種明確的性愛恐懼症只會對與性相關的事物產生恐懼，而没有任何其他的恐惧症、综合症以及社交憂慮的問題。

## 心理学研究
在心理学研究中，性愛恐懼常用于描述一般的性厭惡程度與一般的性興趣程度，意义上用來描述一個性感受連續尺度的負面極端。性愛恐懼的得分高的一端，代表其對於性較具有罪恶和恐惧感。心理学家有的时候會试图在個性或人格特質的範疇下討論性特性（sexuality）。性愛恐懼者不太會談論性，並且對色情訊息與產品持負面的態度，性行为的频率较低且性伴侶相對較少。与性愛恐懼症相反的維度為性愛傾向（erotophiles），其特点是對於性的罪惡感較小或沒有，會更加公開地討論性，且對色情訊息與產品持正面的態度。這個人格維度用以測量性和性行为的開放性，並能夠作為健康和性安全风险、性教育是否貧乏的參考。有研究指出，高性愛恐懼得分者有可能較缺乏關於人類性行為與避孕的知識。同時性愛恐懼也會造成愛情與婚姻關係的困難。

## 政治上的使用
一些反壓迫活動者使用性愛恐懼症來描寫一些因為性負面态度而產生的歧视和壓迫，用法有些类似於同性恋恐惧症。 在《殘疾、性激進主義和政治媒介》（Disability, Sex Radicalism, and Political Agency）一書中，Abby Wilkinson認為「對性行為媒介的限制應該被視為壓迫的標誌」，在《解開性保守主義的無形包袱》（Unpacking the Invisible Knapsack of Sexual Conservatism）一書中，TJ Bryan指出，「從社會中的權力等級制度被統治母體建立起來，我明白了性愛恐懼症支配了許多歧視主義與恐懼症的支持空間，包括階級主義、種族主義、性別歧視主義、障礙者歧視主義、同性戀恐懼症等」。
John Ince在《政治的慾望》（The Politics of Lust）一書中探討了性愛恐懼症的三個不同的因果關係：「反性主義」對無害的性展現出的非理性負面反應；「性汙穢」包括了強姦與暴力的色情；「死板」無法享受遊戲性或自發性的性行為。John Ince還認為，社會的不平等和政治皆與性愛恐懼症有所關聯，克服性愛恐懼症是實現真正民主社會的第一步。